# Wrap Your Arms Around Me
Wrap Your Arms Around Me är den svenska sångerskan Agnetha Fältskogs första engelskspråkiga musikalbum, utgivet 30 maj 1983.

## Bakgrund
Skivan producerades av Mike Chapman och den spelades in mellan januari och mars 1983. Den brittiska countrygruppen Smokie medverkade i kören på flera låtar. Skivan innehåller låtar från många olika låtskrivare samt en låt av Fältskog själv, Man, och en låt av Tomas Ledin; Take Good Care Of Your Children. Från skivan släpptes tre låtar på singelskiva: The Heat Is On, Wrap Your Arms Around Me och Can't Shake Loose.
Albumet blev etta på Sveriges, Norges och Belgiens försäljningslistor samt tog sig in på topp 10 i flertalet europeiska länder och topp 20 i Storbritannien och Sydafrika.  
Agnetha Fältskog gjorde reklam för albumet genom musikvideor och genom att medverka i olika tv-program i Europa och hon uppträdde i TV i USA trots sin flygrädsla. 
2005 gavs albumet ut igen, med nymastrat ljud och fem bonuslåtar samt ett 16-sidigt texthäfte med bilder på vinyl-singlar och låttexter till alla låtar.

## Låtlista
1. The Heat Is On
2. Can't Shake Loose
3. Shame
4. Stay
5. Once Burned, Twice Shy
6. Mr. Persuasion
7. Wrap Your Arms Around Me
8. To Love
9. I Wish Tonight Could Last Forever
10. Man
11. Take Good Care Of Your Children
12. Stand By My Side
13. Never Again (duett med Tomas Ledin)*
14. It's So Nice To Be Rich*
15. P&B*
16. The Heat Is On (Super Dance Music Mix)*
17. Ya nunca más (duett med Tomas Ledin, spansk version av Never Again)*

* Bonusspår på CD-utgåvan 2005. 

## Listplaceringar
| Lista (1983-1984) | Topplacering |
| ----------------- | ------------ |
| Norge             | 1            |
| Sverige           | 1            |

### Fotnoter
1. ↑  Listplacering
2. ↑  Listplacering